# Kopychyntsi
Kopychyntsi (em ucraniano:  Копичинці, em polonês/polaco:  Kopyczyńce, em iídiche:  קאפיטשיניץ) é uma cidade da Ucrânia, situada no Oblast de Ternopil. Tem 8,12 km² de área e sua população em 2025 foi estimada em 6.899 habitantes.
É o local de nascimento do Grão-Mestre do Xadrez, Vassily Ivanchuk, e do político israelense Pinhas Lavon.